# Bad Boys (película de 1995)
Bad Boys (conocida como Dos policías rebeldes en Hispanoamérica y España) es una película estadounidense del género buddy cop, estrenada en 1995. Dirigida por Michael Bay (en su debut como director), producida por Jerry Bruckheimer y protagonizada por Martin Lawrence y Will Smith.
Es la primera cinta de la franquicia homónima. La película también dio lugar a una secuela en 2003, Bad Boys II.
Es el top 61 de las 100 mejores películas de acción de todos los tiempos, según el portal GQ.

## Argumento
Marcus Burnett (Martin Lawrence) y Mike Lowrey (Will Smith) son los mejores amigos y los detectives de la División de Narcóticos del Departamento de Policía de Miami. Una noche, $100 millones en heroína incautada es robado de una bóveda de seguridad policial. Este es un duro golpe a Burnett y Lowrey, porque fue la mayor redada de drogas de sus carreras. La Unidad de Asuntos Internos cree que fue un trabajo interno y advierte a la policía de Miami que si no se recuperan las drogas en cinco días, la división de narcóticos se cerrará.
Lowrey pide a uno de sus informantes y exnovia Maxine "Max" Logan (Karen Alexander) buscar personas que son nuevos ricos, por lo que sospecha. Ella se pone a sí misma y a su mejor amiga Julie Mott (Téa Leoni) contratada como acompañante por Eddie Domínguez, un expolicía y parte del golpe. Su jefe, el francés narcotraficante Fouchet (Tchéky Karyo), no quiere que el golpe esté puesto en peligro de extinción por foráneos y por lo tanto, mata a Max y Eddie. Julie, después de presenciar el asesinato de su amiga y de Eddie, logra escapar por el tejado.
A pesar de que no ha conocido a Mike, Julie sólo confía en él debido a la relación de Max con Lowrey. Sin embargo, él está ausente cuando ella se pone en contacto con la policía sobre los asesinatos, amenaza con desaparecer si ella no habla con Mike. El capitán Conrad Howard (Joe Pantoliano) obliga a Burnett para suplantar a Lowrey para así conseguir la cooperación de Julie. Con el fin de continuar con el engaño, Burnett y Lowrey intercambian sus vidas. Burnett dice a su familia que va a Cleveland para un caso, dejando a Lowrey a quedarse con ellos. Burnett se muda al apartamento de Lowrey con Julie y sus perros. En presencia de Julie, Burnett se hace pasar por Lowrey mientras que este último se hace pasar por Burnett.
Los recursos de investigación de Lowrey y Burnett son llamar a sus viejos informantes, incluyendo a Jojo (Michael Imperioli), un ex químico y convicto de drogas. Más tarde, Julie identifica a uno de los asesinos de Max, mirando a través de fotos policiales. Los dos policías se van al club Infierno, uno de sus lugares de reunión conocidos. Ellos sin saberlo, Julie los ha seguido, deseosa de vengarse de los asesinos de Max. Aunque los criminales los detectan primero, después de una breve lucha y persecución, los tres logran escapar. El incidente es captado por la cámara de un helicóptero de noticias y el informe posterior se verá más adelante por la familia de Burnett.
En el Club Infierno descubrieron barriles de éter, que se utiliza para refinar la heroína, por lo que Lowrey y Burnett deciden visitar Jojo de nuevo. Después de una buena acción agresiva y convincente de Lowrey y Burnett, Jojo les dice la ubicación del químico que está cortando las drogas robadas. Después siguen al químico donde Fouchet escondía la droga. Regresan a casa de Lowrey con Julie, donde se enfrentan a la esposa de Burnett que los descubre intercambiando lugares, haciendo que Julie descubra la verdad e intente escapar. Fouchet y su banda llegan al apartamento de Lowrey y secuestran a Julie. Debido a esto, Interior reasigna a todos los miembros de la división narcóticos, cerrándola, pero el capitán Howard lo retrasa a fin de dar a Burnett y Lowrey la oportunidad de rescatar a Julie y recuperar las drogas.
Burnett, Lowrey y otros dos miembros de la policía de Miami organizan un plan para detener a los criminales de matar a Julie y evitar la venta de las drogas. Un último tiroteo estalla entre el grupo de policías y los narcotraficantes en un campo de aviación. Burnett recibió un disparo en la pierna después de proteger a Julie de Fouchet. Fouchet también dispara a Lowrey en el torso (ya que este tenía puesto un chaleco antibalas que lo protegía) mientras escapaba del lugar, que ahora está en llamas, pero es rescatado por Burnett y Julie, que fue a buscar el coche de Lowrey.
Los policías y Julie en un Porsche 911 Turbo de Lowrey inician una persecución a Fouchet en un Shelby Cobra AC 427. Burnett golpea a Fouchet contra una barrera de concreto, pero se las arregla para escapar de los escombros. Mientras intenta huir corriendo de Lowrey y Burnett, Fouchet recibe un disparo en la pierna por parte de Lowrey. Fouchet, sabiendo que ya no puede escapar, intenta incitar a Lowrey a matarlo, que casi lo mata como venganza por el asesinato de Max, pero Burnett lo impide. Mientras esta Fouchet en el suelo, saca un arma que tenía oculta, pero Lowrey al ver el reflejo de luz en la frente de su compañero, da la vuelta y dispara varias veces a Fouchet, causándole la muerte.
Más tarde, Burnett y Lowrey profesan su agradecimiento el uno al otro y su alivio en sobrevivir al tiroteo, Burnett esposa a Julie y a Lowrey que terminan juntos y él se retira a su casa esperando algo muy necesario del "tiempo de calidad" con su esposa.

## Reparto
- Marcus Burnett: Martin Lawrence
- Mike Lowrey: Will Smith
- Julie Mott: Téa Leoni
- Fouchet: Tchéky Karyo
- Capitán Conrad Howard: Joe Pantoliano
- Capitana Allison Sinclair: Marg Helgenberger
- Theresa Burnett: Theresa Randle
- Detective Sánchez: Nestor Serrano
- Detective Ruiz: Julio Oscar Mechoso
- Chet: Saverio Guerra
- Jojo: Michael Imperioli
- Francine: Anna Thomson
- Max Logan: Karen Alexander
- Elliot: Kevin Corrigan

## Curiosidades
- Tanto Martin Lawrence como Will Smith provenían de ambientes muy dispares al género de acción. Martin Lawrence se había consagrado como actor de comedia, mientras que Will Smith era el conocido rapero "Fresh Prince", quien había consolidado su fama con la serie de comedia El Príncipe de Bel-Air. Gracias a esta película ambos afianzaron sus carreras como actores, participando en un film de acción con toques humorísticos. Will Smith fue quien obtuvo mayor popularidad, convirtiéndose en un ídolo juvenil y en un héroe de acción, como Keanu Reeves con Speed.

- Dos policías rebeldes fue la primera película y la opera prima del director Michael Bay. Gracias al éxito de este título, el director afianzó su carrera como cineasta, consolidándola con títulos como La Roca (1996), Armaggedon (1998), Pearl Harbour (2001), o Transformers (2007).

- El título original de la película y el tema principal es el tema Bad Boys, del grupo Inner Circle, que los protagonistas cantan en una corta secuencia. La canción suena al finalizar la película y entrar los títulos de crédito.

- La película tuvo su secuela en 2003 con Bad Boys II (Dos policías rebeldes II en España), en la que el papel de villano estaba interpretado por Jordi Mollà, actor de origen español.
- Michael Bay declaró en 2022 que Sony no confiaba en películas protagonizadas por actores de tez negra para alcanzar éxito internacional y Bad Boys cambió este pensamiento.[4]

## Estrenos mundiales
| País                                                                          | Fecha de estreno               |
| ----------------------------------------------------------------------------- | ------------------------------ |
| Alemania                                                                      | Jueves 1 de junio de 1995      |
| Argentina                                                                     | Jueves 20 de julio de 1995     |
| Australia                                                                     | Jueves 27 de abril de 1995     |
| Austria                                                                       | Viernes 2 de junio de 1995     |
| Bélgica                                                                       | Miércoles 5 de julio de 1995   |
| Belice · Costa Rica · El Salvador · Guatemala · Honduras · Nicaragua · Panamá | Viernes 9 de junio de 1995     |
| Bolivia                                                                       | Martes 15 de agosto de 1995    |
| Brasil                                                                        | Viernes 28 de julio de 1995    |
| Bulgaria                                                                      | Viernes 18 de agosto de 1995   |
| Chile                                                                         | Jueves 6 de julio de 1995      |
| Colombia                                                                      | Viernes 14 de julio de 1995    |
| Corea del Sur                                                                 | Sábado 3 de junio de 1995      |
| Croacia                                                                       | Jueves 27 de julio de 1995     |
| Dinamarca                                                                     | Viernes 9 de junio de 1995     |
| Ecuador                                                                       | Miércoles 2 de agosto de 1995  |
| Egipto                                                                        | Lunes 11 de septiembre de 1995 |
| Eslovenia                                                                     | Jueves 27 de julio de 1995     |
| España                                                                        | Viernes 11 de agosto de 1995   |
| Estados Unidos · Canadá                                                       | Viernes 7 de abril de 1995     |
| Estonia                                                                       | Viernes 7 de julio de 1995     |
| Filipinas                                                                     | Miércoles 31 de mayo de 1995   |
| Finlandia                                                                     | Viernes 28 de julio de 1995    |
| Francia                                                                       | Miércoles 5 de julio de 1995   |

| País                         | Fecha de estreno                 |
| ---------------------------- | -------------------------------- |
| Grecia                       | Viernes 1 de septiembre de 1995  |
| Hong Kong                    | Jueves 7 de septiembre de 1995   |
| Hungría                      | Jueves 13 de julio de 1995       |
| India                        | Viernes 20 de octubre de 1995    |
| Indonesia                    | Martes 19 de septiembre de 1995  |
| Israel                       | Viernes 2 de junio de 1995       |
| Italia                       | Viernes 1 de septiembre de 1995  |
| Jamaica                      | Miércoles 24 de mayo de 1995     |
| Japón                        | Sábado 18 de noviembre de 1995   |
| Letonia                      | Viernes 21 de julio de 1995      |
| Líbano                       | Viernes 30 de junio de 1995      |
| Lituania                     | Viernes 22 de septiembre de 1995 |
| Malasia                      | Jueves 3 de agosto de 1995       |
| México                       | Viernes 28 de julio de 1995      |
| Noruega                      | Viernes 2 de junio de 1995       |
| Nueva Zelanda                | Viernes 23 de junio de 1995      |
| Países Bajos                 | Jueves 8 de junio de 1995        |
| Perú                         | Viernes 25 de agosto de 1995     |
| Polonia                      | Viernes 4 de agosto de 1995      |
| Portugal                     | Viernes 14 de julio de 1995      |
| Reino Unido Irlanda          | Viernes 16 de junio de 1995      |
| República Checa · Eslovaquia | Jueves 20 de julio de 1995       |
| República Dominicana         | Jueves 8 de junio de 1995        |
| Rumania                      | Viernes 21 de julio de 1995      |
| Singapur                     | Jueves 24 de agosto de 1995      |
| Sudáfrica                    | Viernes 2 de junio de 1995       |
| Suecia                       | Viernes 2 de junio de 1995       |
| Suiza                        | Viernes 7 de julio de 1995       |
| Tailandia                    | Viernes 2 de junio de 1995       |
| Taiwán                       | Sábado 6 de mayo de 1995         |
| Turquía                      | Viernes 17 de noviembre de 1995  |
| Uruguay                      | Viernes 27 de octubre de 1995    |
| Venezuela                    | Miércoles 26 de julio de 1995    |

## Banda sonora
- Shy Guy - Diana King
- So many way - Warren G
- Nock Five O, Five O - Boyz Featuring K
- Boom Boom Boom - Juster
- Me against the world - 2PAC
- Someone to love - Babyface
- I´ve got a little thing for you - MN8
- Never find someone like you - Keith Martin
- Call the police - Ini Kamoze
- D B Side - Da Brat
- Work Me Slow - Xscape
- Clouds of Smoke - Call O´ Da Wild
- Juke-Joint Jezabel - KMFDM
- Bad Boys Reply - Inner Circle
- Theme From Bad Boys - Mark Mancina

## Críticas
- La película obtuvo buenas críticas gracias a sus escenas de humor, y a sus trepidantes escenas de acción. Aún se discute si se trata de una película de acción o de comedia. En España, el diario El País la definió como "trepidante, pero inusual".